# Сімейство тепловозів ТЕ109
Сімейство тепловозів ТЕ109 —  радянські тепловози, створені на базі серії ТЕ109:
- 2ТЕ109 — експериментальний двосекційний варіант
- ТЕ125 — пасажирський тепловоз з двигуном потужністю 4000 к.с.
- ТЕ129 — вантажопасажирський тепловоз з двигуном потужністю 4000 к.с.
- ТЕ120 — тепловоз з асинхронним тяговим електродвигуном
- ТЕ114 — тепловоз з кузовом капотного типу для тропічного клімату
- ТЕ114І — тепловоз для експлуатації в умовах сильної запиленості повітря

ТЕ109 став основою для створення тепловоза 2ТЕ116.

## BR 130/DB 230
Під час зміни тягового рухомого складу німецька залізнична компанія (Deutsche Reichsbahn) в НДР 1966 масово закупила радянські тепловози. 1251 локомотив, 5 серій з яких належали до однієї так званої «сім'ї локомотивів» ТЕ, утворювали хребет дизельної тяги.
Радянський локомотивний завод в Луганську отримав замовлення розробити тепловози для служб важких вантажних і пасажирських швидкісних потягів для DR. Виникали дуже схожі зовні серії, які відрізнялися лише технічним обладнанням та граничною швидкістю. Межею досягнення цього локомотивного розвитку можна розглядати варіант з 4000 к.с. — серія 142.

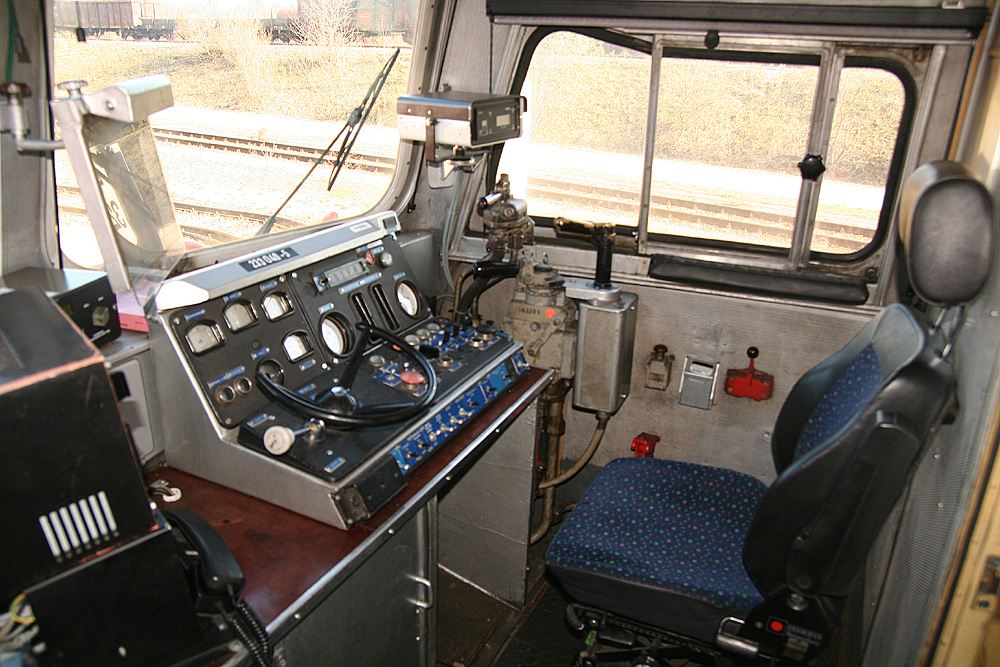
Кабіна машиніста тепловоза TE109. «Deutsche Bahn»

З серією 230 (BR 130 DR) тепловози з потужністю двигуна 3000 к.с. вперше прибули на німецькі колії серійно. Вони купувалися з 1970 відділенням DR в НДР. В локомотив встановлювалися дизельні двигуни типу 5Д49 з 16 циліндрами. В машини з 6 колісними парами була службова маса 120 т. Локомотив з максимальною швидкістю 140 км/год принципово застосовувався тільки для водіння вантажних поїздів, оскільки пристрій для опалювання поїзда в ньому був відсутній. Його почали встановлювати в більш пізній серії 132.

### Технічні характеристики

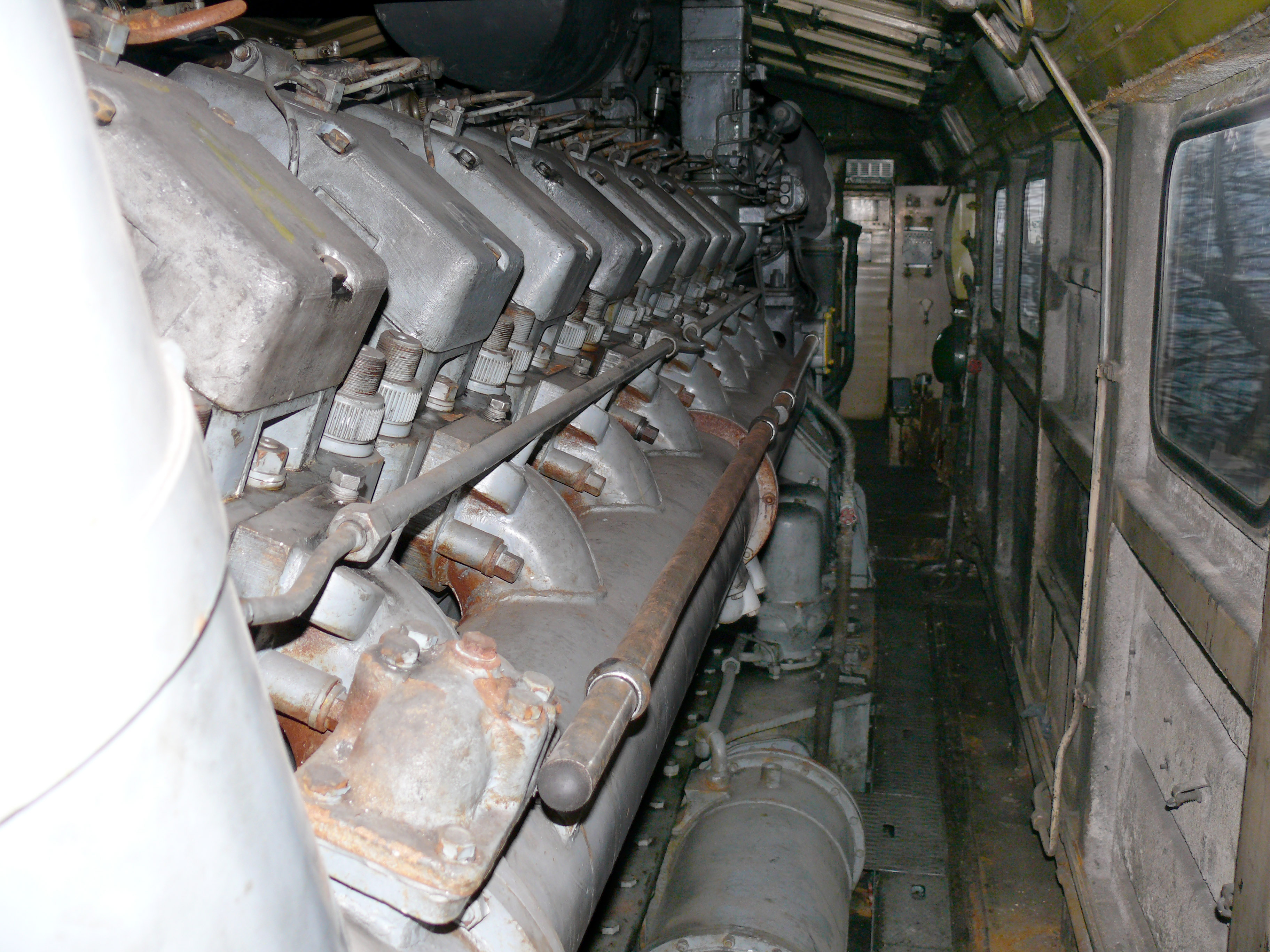
Дизель тепловоза

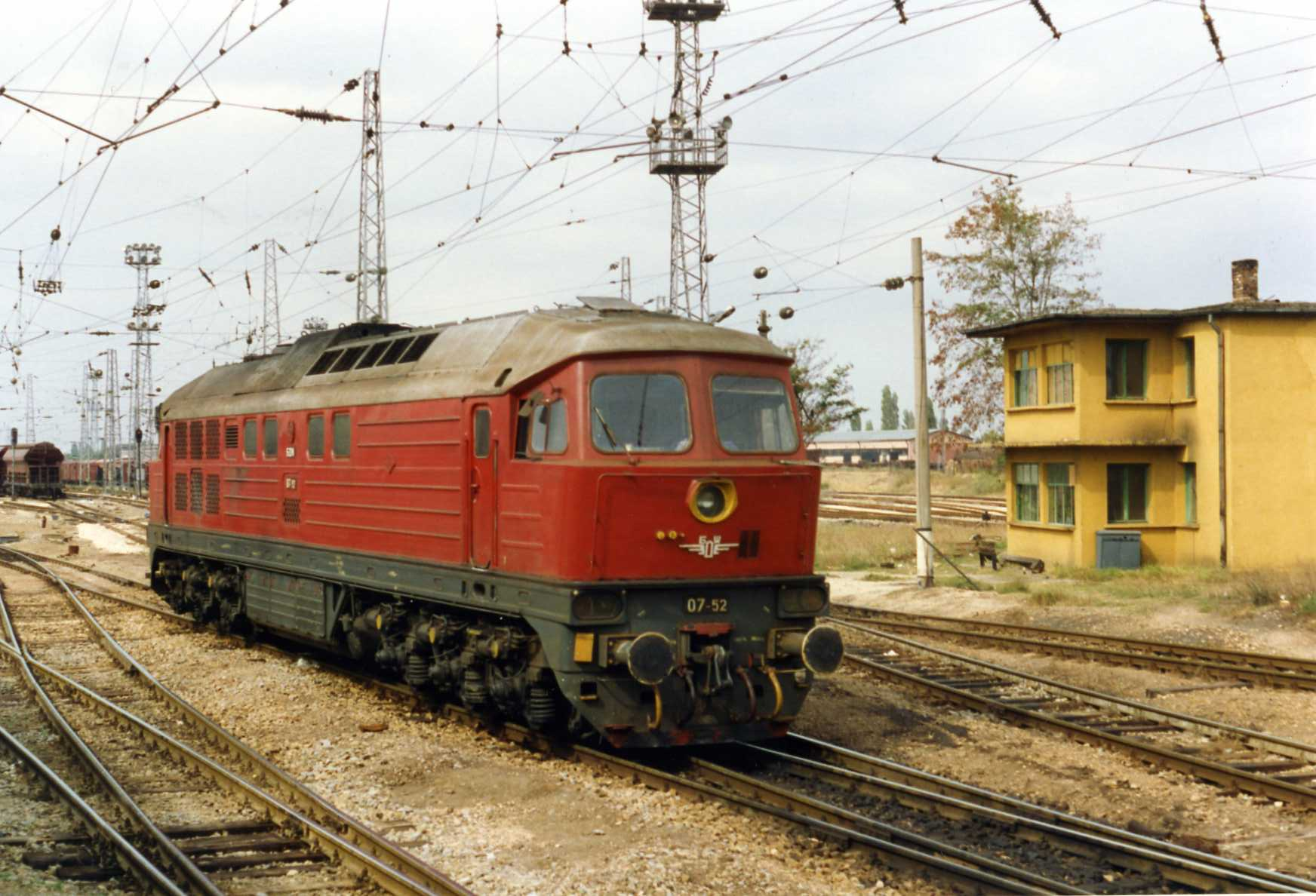
Тепловоз на болгарській залізниці

- Роки побудови — 1968—1978
- Рід служби — вантажопасажирський
- Осьова формула — 3О−3О
- Потужність к.с. — 3000[1]
- Ширина колії, мм — 1520 мм[1]
- Осьове навантаження, кН (тс) — 226 (23)
- Конструкційна швидкість, км/год — 100 (вантажних), 120 (вантажопасажирських), 140 (пасажирських)
- Країни експлуатації — СРСР → РФ, НДР → ФРН, ЧССР, ПНР, БНР
- Всього побудовано — 33 (для СРСР)
- Мінімальний радіус проходження кривих, м — 125
- Країна побудови — СРСР
- Заводи — Луганський тепловозобудівний завод
- Тип передачі — електрична
- Потужність тягового електродвигуна — 305 кВт
- Довжина локомотива — 20 620 мм (за буферами)[1]
- Навантаження від осі на рейки — 20 т[1]
- Тип двигуна — 1А-5Д49 (16ЧН26/26)[1]
- Діаметр коліс — 1050 мм[1]
- Тяга тривалого режиму — 17600/24600 кГ[1]
- Швидкість тривалого режиму — 35,5 / 24,2 км / год[1]

## ТЕ114
Шестивісні однокабінні тепловози капотного типу, виготовлялися переважно на експорт і на залізницях Радянського Союзу працювало 16 локомотивів серії.
Експортувалися в 1974—1985 до Єгипту, Куби, Сирії, Гвінеї, всього було поставлено 240 локомотивів.

## ТЕ114І
Модифікація ТЕ114 для роботи на залізницях Іраку з шириною колії 1435 мм.
Для роботи у тропічному кліматі з високою запиленістю повітря використовувалася спеціальна система очищення повітря, вологостійка ізоляція, антикорозійне покриття і посилена система охолодження.

## ТЕ129
Шестивісний вантажопасажирський тепловоз, потужністю 4000 к.с. будувався на Луганському тепловозобудівному заводі. Конструктивно посилена версія тепловоза ТЕ109. 1974-79 було випущено 7 локомотивів (разом з прототипом), які пізніше продали до НДР, де вони отримали позначення серії 142 (з 1992 — 242).
1975 тепловоз отримав диплом та велику золоту медаль Лейпцизького ярмарку.